# М1942 (каска)

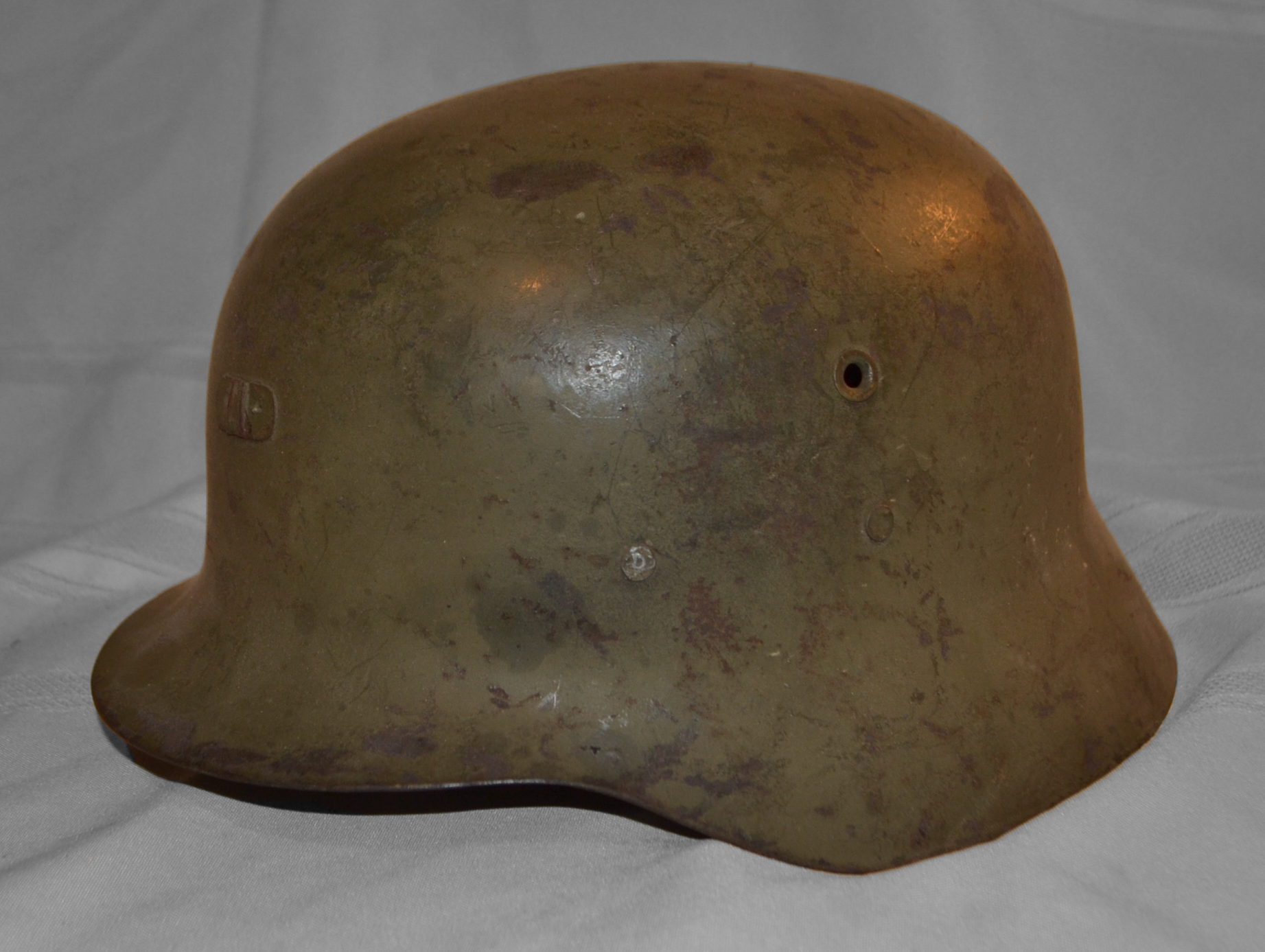
Шлем М42

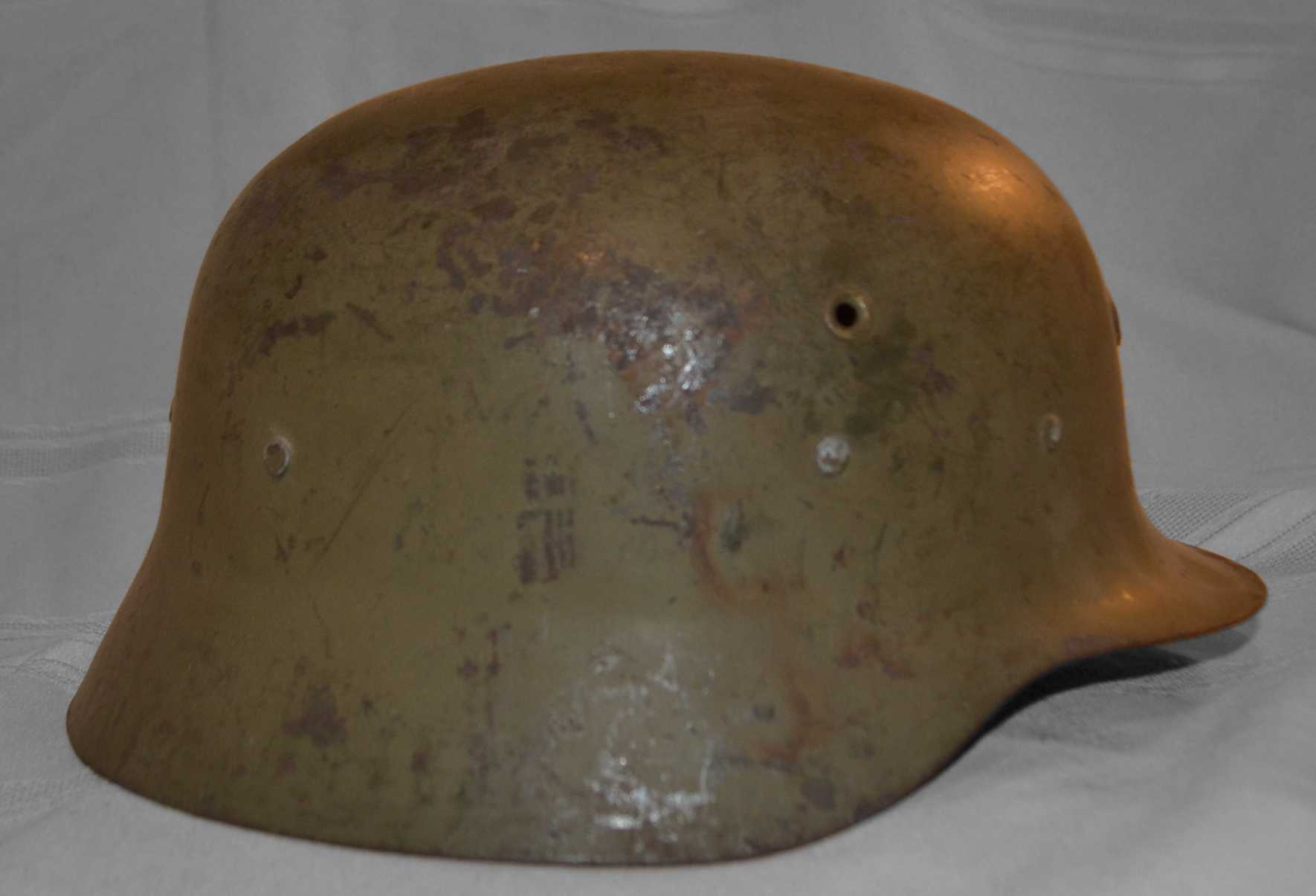
Вид сбоку

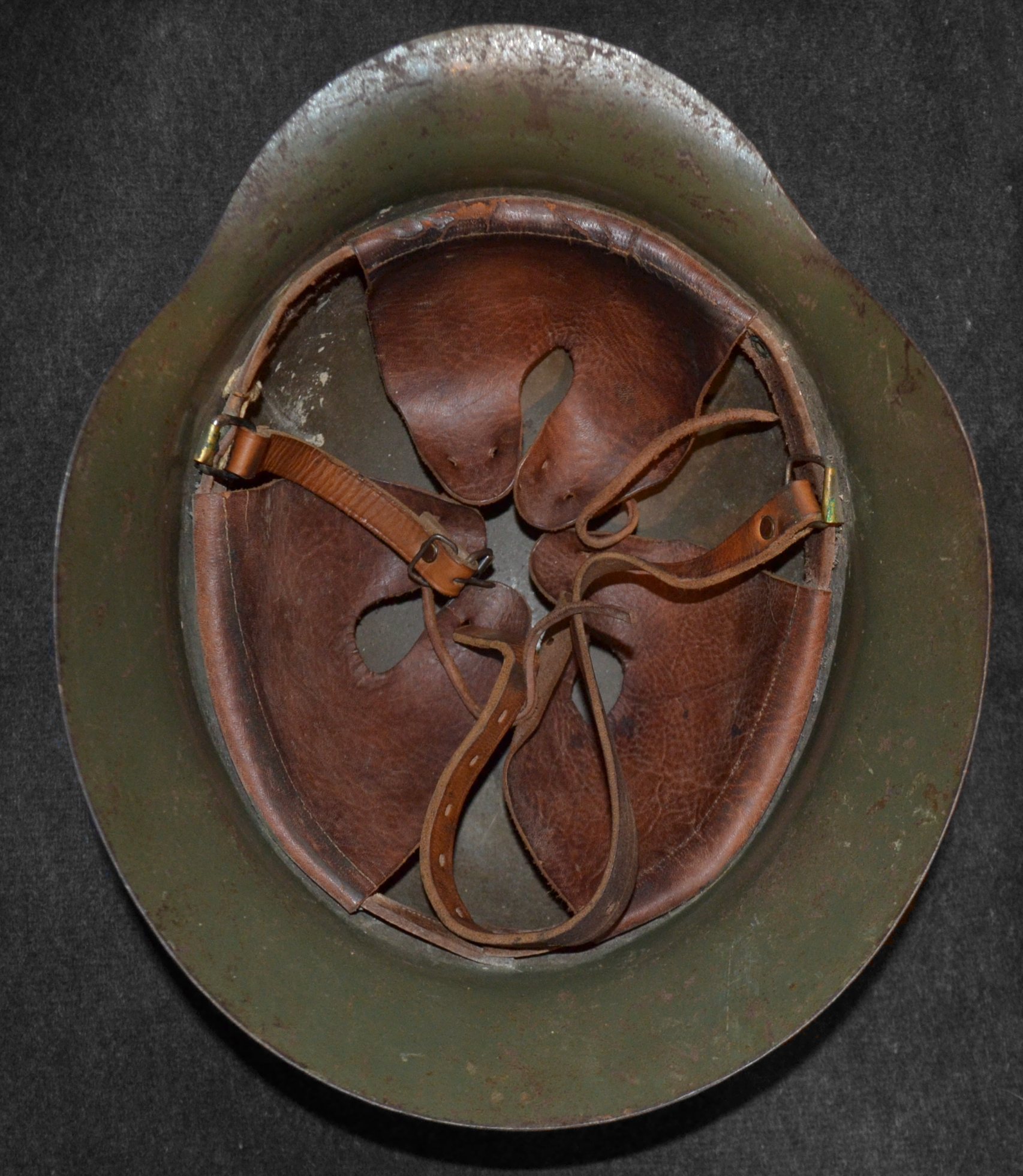
Подшлемник

M1942 (также известный как «Modelo Z» и просто M42) — стальной шлем, использовавшийся Испанией с момента его принятия на вооружение в 1942 году и до его полной замены шлемами MARTE в 1990-х годах.

## История
С окончанием гражданской войны, на вооружение испанской армии находилось большое количество устаревших шлемов разных моделей — от касок Адриана до «полицейских» шлемов М34. Ставилась задача создать новый шлем, который не был бы похож на ассоциировавшийся с республиканцами «крылатый» М26, и вместе с тем, отличавшийся бы от остальных применявшихся в войне касок. Однако, в конечном счёте, за основу был взят немецкий штальхельм, что, возможно, было связнно с прогерманской ориентацией режима Франко. Указом от 3 сентября 1942 года, шлем М42 был утверждён как общевойсковой шлем вооружённых сил Испании. Несмотря на это, старый шлем М26 применялся ещё долгое время, а в некоторых частях могли использовать оба типа шлемов. Кроме того, с 1965 года, в армию Испании стали поступать шлемы М65, представлявшие копию американской каски М1 и которые должны были выступить переходным вариантом между М42 и новым шлемом отечественной разработки. В 1979 шлемы М42 прошли модернизацию для соответствия стандартам НАТО, данные каски получили обозначение М42/79. М42 применялся до середины 1990-х, пока окончательно не был вытеснен современным полимерным шлемом MARTE.

## Описание
Основанный на немецком M35 (M40), использовавшемся нацистской Германией, M42 заметно уступал своему немецкому прообразу — шлем был сделан из более тонкой и менее качественной стали. Это сделало его особо подверженным вмятинам и повреждениям. Вентиляционные отверстия со штампованными ободками, как у немецкого M40, и необработанные края, как у M42, без легкого расширения, характерного для немецкой модели. Подшлемник был похож на тот, что был у предыдущих шлемов |M26 и M21, с тремя кожаными накладками, прикрепленными вокруг кожаного ремешка вокруг корпуса. Подшлемник крепится к корпусу с помощью семи заклепок, которые включают в себя соединение подбородочного ремня, состоящего из двух частей, с оболочкой. Оболочка окрашивалась в однотонный зеленый цвет, а отличительная черта испанских шлемов — это кронштейн спереди для дополнительного крепления знаков различия для парадов и других церемоний. Испанская Гражданская гвардия использовала шлем той же модели, только он был окрашен в серый цвет, а не в зеленый, и имел собственную специальную эмблему, которую можно было разместить спереди, если возникнет необходимость. Позже в своей военной карьере M42 получит простой зеленый маскировочный чехол цвета хаки для использования в армии, а позже — двусторонний чехол с камуфляжным рисунком, уникальным для Испании, известным как «Амеба». В 1979 году большинство М42 прошло модернизации, выразившуюся в установке нового подшлемника и ремешка для подбородка, данные шлемы получили обозначение M42/79. Новый подшлемник был сделан из комбинации кожи и брезента, а ремешок для подбородка — просто из брезента.